# Тодор Пирдопски
Тодор Пирдопски е известен български възрожденски книжовник.

## Биография
Роден е около 1775 година, като за предполагаемо родно място се приема Тетевен. В Пирдоп, който той нарича в ръкописите си „богохранимо село“, той е учителствал и живял до края на дните си, затова и остава в историята с прозвището „Пирдопски“. Той е един от най-продуктивните книжовници на 18 век и един от последните представители на т. нар. група на дамаскинарите.
Запазени са ок. 30 ръкописа, дело на книжовника. Освен текст, те съдържат и множество илюстрации, също дело на Т. Пирдопски. Много от тях се пазят в Народната библиотека или в музеи в София и страната. Освен текст, ръкописните му книги съдържат и множество илюстрации, също дело на Т. Пирдопски, което го прави можеби най-яркия творец примитивист във възрожденската ни илюстрация.
Той е главния представител на работилата дълги години в Пирдоп в края на 18 и в 19 век една от най-известните преписвачески школи през Възраждането — школата на даскал Тодор Пирдопски като виден книжовник и илюстратор създател на дамаскини – летописни преписки към църковно-богослужебни книги и църковни сборници с поучителни слова и жития.
Той е оставил богато наследство на българската литература – създава повече от 30 ръкописа, намерени са 17 дамаскина, създава и минеи, календари (запазен е малък календар-рецептурник, съставен от 1833 до 1842 г.) и единособено ценен и препис на „История славянобългарская“ от Паисий Хилендарски, препис от 30-те години на XIX в., поръчан от Евстатий Мутев на даскал Тодор Пирдопски, за да бъде отнесен в Одеса. Там след Освобождението е закупен от Бобчев, както отбелязва Георги Янакиев в книгата „Пирдоп. Култура. Манастири“.
Дамаскинарят пише Летопис познат като пространна „епистолия“. Текстът му е добавен върху листове в началото на Протопопинския дамаскин от ХVІІ в. В Първата част съобщава за събития от 1814 до 1820 г., а втората – за събития около гръцкото въстание и погромите, извършени над християните след 1821 г. Летописът съобщава за тежките поражения от голямата чумна епидемия, разразила се „от изток на запад“ през 1813 – 1814 г. в Пирдоп, разказва за мъките и насилията, които преживява българското население по това време, за мирните години от 1814 до 1820 г., когато са построени много нови църкви и очертава географския ареал на новото строителство – от Одрин на запад, в Пловдивската и Пазарджишката каза. Той отбелязва съграждането на храма в своя градец „Успение на Св. Богородица“ в 1817 – 19 г.
Даскал Тодор е много тясно свързан с културата на Средногорието. Неговите книги се разпространяват не само в Златишко-Пирдопската околия и Софийско, но преминават и отвъд Балкана. Те се откриват в Троянско, Ботевградско и Врачанско, защото Пирдоп и околията принадлежат на Ловешка епархия.
Дамаскинарят умира към средата на XIX век. Върху много от произведенията си даскал Тодор Пирдопски отбелязва, че са написани в „богохранимое село, нарицаемо Пирдоп“.
В летописна приписка (епистолията) на даскал Тодор Пирдопски, за годините 1814 – 1826, намираща се в дамаскина от XVII в., свидетелстващ за погубване и мъчения над християнските духовници, потурчвания и насилията над мирното население и дори нападение над Света гора той посочва, че през 1821 г. турците „посякоха търновския владика, а от дяконите му някои потурчиха. Едно малко дяконче много го мъчеха и после и него го потурчиха и го дадоха да се учи на турска книга“. Същият свидетелства за още турски зверства: „Тогава бяха погубени мнозина първенци по градищата и по селата. Тогава заповядаха, та събраха пушките по християните и много ги мъчиха за тези дяволски пушки и избиха много люде по други места.“ 